# ضابط تطبيق القانون
ضابط تطبيق القانون (LEO)، أو ضابط السلام في الإنجليزية الأمريكية الشمالية، هو موظف في القطاع العام أو القطاع الخاص؛ الذي تشمل واجباته في المقام الأول تطبيق القوانين، وحماية الأرواح والممتلكات، والحفاظ على السلام، وغيرها من الواجبات المتعلقة بالسلامة العامة. يتم منح ضباط تطبيق القانون صلاحيات وسلطة معينة بموجب القانون؛ للسماح لهم بالقيام بمسؤولياتهم.